# Anders Sköld
Anders Sköld, född 1968 i Borås, är en svensk målare i nyimpressionistisk stil. Han målar i olja och hans verk har ofta anknytning till havet.

## Utbildning
Sköld började måla i olja när han var åtta år gammal. Han studerade sedermera måleri för Lotta Backman, Bengt Lindström, Arne Isacsson,  Veljan Kirovski och Georg Suttner.

## Utställningar
Sköld har bland annat haft utställningar på Vadstena Konstgalleri, Svenskt Tenn i Stockholm och Galleri S i Tibro. 
Hans oljemålning från 1999, Kyrkesund Paysage, är utställd på EU-parlamentet.